# Georgia Engel
Georgia Bright Engel, född 28 juli 1948 i Washington, D.C., död 12 april 2019 i Princeton, New Jersey, var en amerikansk skådespelare och röstskådespelare. Bland hennes roller märks de som Georgette Franklin Baxter i The Mary Tyler Moore Show och Pat MacDougall i Alla älskar Raymond.

## Teater
| År   | Roll       | Produktion                                     | Regi           | Teater                           |
| ---- | ---------- | ---------------------------------------------- | -------------- | -------------------------------- |
| 1969 | Minnie Fay | Hello, Dolly! Michael Stewart och Jerry Herman | Gower Champion | St. James Theatre, New York, USA |